# Andrei Chiliman
Andrei Ioan Chiliman (n. 18 iulie 1947, București, România) este un om politic român, fost primar din Sectorul 1 București. A fost ales în funcția de primar la alegerile din iunie 2004, reprezentând Alianța D.A. și reales în aceeași funcție în iunie 2008 și 2012. A fost suspendat din funcție în 25 iunie 2015.
A fost membru PNL din 28 decembrie 1989 și deputat de București timp de două legislaturi: 1996-2000 și 2000-2004.

## Biografie
Provine dintr-o familie înstărită de negustori și intelectuali, persecutați politic de regimul comunist. Tatăl său, Marcel Chiliman, a fost medic neurolog (condamnat la 7 ani de temniță grea ca „dușman al poporului”) iar mama sa, Viorica-Octavia a fost filolog.
Este căsătorit din 1971 cu Alexandra Juvara, arhitectă, fata marelui chirurg Ion Juvara. Are doi copii, Matei-Ioan – inginer de mecanică fină și Maria-Cristina – studentă la medicină.
În 1970 a absolvit Facultatea de Automatică, la Institutul Politehnic București (a urmat studii gimnaziale la Liceul Ion Luca Caragiale și ulterior la Liceul Iulia Hașdeu). Dosarul tatălului său de condamnat politic i-a creat probleme pe toată perioada studiilor și, ulterior, în carieră. Între 1970-1971 a lucrat ca inginer stagiar la ICPET București. Din ianuarie 1972 și până în septembrie 1990 a fost cercetător științific gr. II la Institutul de Cercetare și Proiectare în  Automatizări (IPA). Între 1990-1996 a condus firmele în care era acționar, care activau în domeniul software și al echipamentelor electronice.
A practicat yachting-ul și este un pasionat al sportului. A concurat între 1960-1984 la competiții sportive și a fost campion național la clasa Finn. A participat ca sportiv la Jocurile Olimpice de la Moscova din 1980, la competiția de yachting care s-a ținut la Talin (actuala Capitală a statului Estonia). Practică schi și înot și este pasionat al excursiilor montane.

## Activitate politică

### Cariera în Partidul Național Liberal
La 27 decembrie 1989, Andrei Chiliman s-a înscris în Partidul Național Liberal (PNL), reapărut după o periodă de regim comunist (1948-1989). În martie 1990, a fost ales secretar-executiv al PNL, păstrând funcția până în iulie a aceluiași an, când demisionează. Este ales președinte în exercițiu al Tineretului Național Liberal (TNL), aripa tânără a PNL.
La alegerile locale din 1992, obține un mandat de consilier local de București, ales pe listele Convenției Democrate Române (CDR). Din februarie 1993 până în aprilie 1992, este membru în Biroul Permanent Central al PNL, fiind ales mai apoi, vicepreședinte (în 2001).
Pe 27 mai 2013, Chiliman a fost exclus din PNL, la propunerea Biroului Permanent al partidului din Sectorul 1. Decizia a întrunit aprobarea Delegației Permanente a PNL, reunite la sala Ion Brătianu din Palatul Parlamentului, motivul sancțiunii fiind invocat de săvârșirea unor "abateri grave de la disciplina partidului", întrucât primarul Sectorului 1 s-a arătat mai interesat de IRL decât de PNL.

### Deputat
La alegerile parlamentare din 1996, a obținut un mandat de deputat, ales pe listele PNL și reales în 2000. În cele două mandate în Parlament a avut: 2308 de luări de cuvânt în 222 de ședințe și 9 propuneri legislative inițiate (în primul mandat) și 133 de luări de cuvânt în 91 de ședințe, 29 de declarații politice, 25 de propuneri legislative initiate, 26 de întrebări și interpelări și 10 moțiuni (în al doilea mandat). A demisionat din funcție la 24 iunie 2004, în urma alegerii sale ca primar al Sectorului 1. În cadrul activității sale parlamentare, Andrei Chiliman a fost membru în grupul parlamentar de prietenie cu Austria și membru în delegația Parlamentului României la Adunarea Parlamentară a Consiliului Europei.

### Primar al Sectorului 1
La alegerile locale din 2004, a obținut primul mandat de primar al Sectorului 1 din București, fiind reales în 2008 și 2012. Din martie 2010 până în aprilie 2012 a fost președinte al PNL București.
În decembrie 2014, Chiliman a acționat în judecată dezvoltatorii imobiliari care ulterior au distrus diverse valori patrimoniale în zona șoselei Kiseleff din București:  ”Am luat act cu indignare de acțiunea de distrugere a grădinilor-monument istoric «micul Versailles», de pe Șoseaua Kiseleff nr. 45. Acest perimetru, parte a moștenirii urbanistice frumoase și valoroase a Bucureștiului, este, astăzi, distrus cu buldozerul pentru a face loc unui ansamblu de blocuri, acțiune întreprinsă cu complicitatea Primăriei Generale a Municipiului București și a Consiliului General al Municipiului București. Ca primar al Sectorului 1 am refuzat să eliberez avizul obligatoriu pentru începerea construcției. M-am opus și mă opun înlocuirii grădinilor de pe Șoseaua  Kiseleff cu blocuri, nu doar din convingerea că patrimoniul urbanistic al orașului trebuie apărat cu orice preț, ci și pentru că, prin aprobarea acestui proiect, CGMB a încălcat flagrant legea”, a declarat primarul.

## Inițiativa România Liberală
La data de 22 aprilie 2013 Andrei Chiliman a înființat un nou partid politic de dreapta, Inițiativa România Liberală (IRL).

## Vezi și
- Lista primarilor sectoarelor bucureștene după 1989